# Dhulîp Singh
 (mai 2016).
Si vous disposez d'ouvrages ou d'articles de référence ou si vous connaissez des sites web de qualité traitant du thème abordé ici, merci de compléter l'article en donnant les références utiles à sa vérifiabilité et en les liant à la section « Notes et références ».
Dhulîp Singh - parfois noté Dulîp Singh ou Dalîp Singh - (Lahore, 6 septembre 1838 - Paris, 22 octobre 1893) est le dernier souverain sikh, fils du fondateur de l'empire, Ranjît Singh.

## Biographie
Le début de la vie de Dhulîp Singh est marquée par les intrigues du palais de Lahore. En effet, la succession de son père, Ranjît Singh, est difficile. Kharag Singh, son fils et successeur logique décède le 5 novembre 1840 ; le fils de ce dernier, Nunihâl Singh, monte sur le trône et meurt le 17 novembre suivant. La râni Chandâ Kûnwar, veuve de Kharag Singh, assure alors la régence pour Cher Singh, un des frères de Kharag Singh, mais il est assassiné en 1843. C'est finalement Dhulîp Singh qui accède au trône de l'empire sikh à l'âge de cinq ans sous la régence de sa mère la râni Jundan, parfois surnommée la « Messaline du Panjâb », que certains historiens soupçonnent d'être responsable des disparitions précédentes.
À la suite de la défaite de la Khâlsâ en 1846, le royaume de Dhulîp Singh est réduit de moitié et un gouverneur britannique est installé à Lahore. Malgré l'apparente générosité du traité de paix, la Compagnie anglaise des Indes orientales commence le démantèlement de l'État sikh. Puis, à la fin de la Seconde Guerre anglo-sikhe (traité de Lahore, 9 mars 1849), les Britanniques entrent dans Lahore et envoient Dhulîp Singh en résidence surveillée à Fatehghâr, alors centre missionnaire chrétien où il abandonne sa religion sikh et se convertit. L'année suivante, à l'âge de douze ans, il est envoyé en Angleterre où il est rapidement reçu à la cour de la reine Victoria qui s'entiche de lui et le recevra de nombreuses fois. C'est aussi à cette époque que le diamant Koh-i Nor, qui avait été offert à son père par Shâh Shûjâ pour le remercier de son hospitalité durant sa fuite en 1814, est présenté, le 3 juillet 1850, à Victoria, pour le 250e anniversaire de la Compagnie anglaise des Indes orientales. La reine commande lors d'un des séjours de Dhulîp Singh au palais de Buckingham, en 1854, un portrait au peintre Franz Xaver Winterhalter. 
Le râja passe son adolescence et sa vie de jeune homme en Écosse où on le surnomme le Black Prince of Perthshire. En 1860, il a le droit de retourner aux Indes où il retrouve sa mère pour la première fois depuis son départ en Angleterre, ce qui lui permet de la soustraire de son exil politique au Népal. Tous deux repartent pour Londres où ils participent à la vie mondaine jusqu'à la mort de la râni en 1863. Dhulîp Singh retourne alors à nouveau en Inde pour la crémation de sa mère. Il revient s'installer ensuite à Elveden dans une propriété fournie par le India Office, avec son épouse Bamba Müller, mi-éthiopienne, mi-allemande, qui lui donne, entre 1866 et 1879, six enfants : Victor Dhulîp Singh, Frederick Dhulîp Singh, Bamba Jundan Dhulîp Singh, Katherine Dhulîp Singh, Sophia Alexandra et Albert Edward Dhulîp Singh.
En dépit de son éducation anglaise, de son mode de vie confortable et bourgeois, sa première visite en Inde pendant laquelle il avait rencontré des membres de l'ex-cour panjâbî, lui donne l'idée de récupérer son trône et, en 1886, il prend la route du Panjâb pour mettre en œuvre son projet. Mais il est arrêté à Aden où il est forcé à retourner en Europe. Il entretient cependant à partir de cette époque des contacts avec le Pânjab, les révolutionnaires irlandais et le gouvernement russe impliqué alors dans ce qu'on appelle le Grand Jeu avec le Raj britannique pour le contrôle de l'Asie centrale. Il abandonne aussi le christianisme pour retrouver la foi sikhe. 
Sa santé se dégrade et il meurt à Paris, solitaire, dans une chambre d'hôtel, peut-être des suites d'une crise d'épilepsie. Sa seconde épouse, Ada, a été soupçonnée par certains d'espionnage au profit du gouvernement britannique afin de surveiller ses activités anti-coloniales.